# Operación Yellowhammer
La Operación Yellowhammer (escribano, una variedad de ave) era el nombre en clave utilizado por el Tesoro del Reino Unido para la planificación de contingencias civiles entre gobiernos ante la posibilidad de que se realizara un Brexit sin acuerdo (o duro) en octubre de 2019. En caso de procederse a una salida sin acuerdo en ese momento (que ocurriría meses más tarde), muchos aspectos de la relación con los países del continente, incluidas las transferencias financieras, movimiento de personas, comercio, aduanas y otras regulaciones, se especulaban podían complicarse. La operación Yellowhammer estaría destinada a mitigar, dentro del Reino Unido, los efectos de esta interrupción, y preveía tener una ejecución de un plazo de tres meses. Fue desarrollado por la Secretaría de Contingencias Civiles (CCS), un departamento de la Oficina del Gabinete responsable de la planificación de emergencias.
A principios de agosto de 2019, después de que Boris Johnson se convirtiera en el Primer Ministro del Reino Unido, la Oficina del Gabinete "no pudo confirmar" que el plan de la Operación Yellowhammer permaneciera en su lugar, aunque a mediados de ese año se filtró un documento referente al operativo fechado a comienzos de ese mes.
El 3 de septiembre de 2019, el canciller del ducado de Lancaster, Michael Gove, cuyas responsabilidades incluyen los preparativos para un Brexit sin acuerdo, dijo en la Cámara de los Comunes que "los supuestos de la Operación no son una predicción de lo que probablemente sucederá, no son una lista de resultados probables, son proyecciones de lo que puede suceder en el peor de los casos". Una versión anterior de Yellowhammer filtrada al diario The Times quedó titulada como el escenario base que podría suceder, no el "peor caso" como se publicaba oficialmente en el documento.
The Sunday Times informó que la Operación Yellowhammer era uno de los tres escenarios en estudio, siendo los otros dos el operativo Kingfisher, que incluye un paquete de apoyo para empresas británicas en dificultades, y Black Swan, un escenario catalogado como desastre.

## Origen
La existencia de la operación se filtró el 6 de septiembre de 2018, cuando un fotoperiodista capturó una instantánea de un documento que revelaba algunos planes de "no acuerdo" (no deal) y el nombre en clave que iba a llevar a cabo el Tesoro británico par ello. El documento parecía indicar que la Secretaría de Contingencias Civiles lo había llevado a cabo en previsión de la política gubernamental. No llegaron a revelarse más detalles en los meses siguientes. Posteriormente, la Oficina Nacional de Auditoría hizo públicos algunos documentos sobre la operación.
El 2 de febrero de 2019, The Times recibió documentos filtrados con este nombre en clave, sobre la estructura y el control del Departamento de Transporte.

## Activación
La Operación Yellowhammer cubre las acciones que deben tomarse en un escenario sin acuerdo, algunas de las cuales se implementarían antes de la fecha de salida.
El 29 de enero de 2019, la Cámara de los Comunes votó, en una votación no vinculante, rechazar un Brexit sin acuerdo. Sin embargo, a menos que la propia Cámara aceptara el acuerdo de retirada del Brexit, o que los otros países miembros de la Unión Europea otorgaran al Reino Unido una extensión bajo el Artículo 50 del Tratado de Lisboa, o que el Reino Unido revocase su aviso del Artículo, el Reino Unido debía haber salido por defecto de la Unión Europea el 29 de marzo de 2019 sin un acuerdo.
El 20 de marzo de 2019, el consejo del condado de Kent activó los planes para mantener abiertas las carreteras, los hospitales y las escuelas, y el secretario de Estado para la salida de la Unión Europea, Stephen Barclay, dijo que las estructuras de comando y control de la Operación Yellowhammer serían "promulgadas por completo" el 25 de marzo de 2019 a menos que se estableciera una nueva fecha de salida acordada entre las partes. El 21 de marzo de 2019, el Ministerio de Defensa colocó un búnker bajo su cuartel general de Whitehall para coordinar las actividades militares sin acuerdo bajo la Operación Redfold, y el comité de emergencias COBRA tomó el control de la planificación sin acuerdo con intenciones de implementar planes nacionales de contingencia el 25 de marzo de 2019.
El 21 de marzo de 2019, se acordaron posibles nuevas fechas de salida entre el Reino Unido y la Unión Europea:
- 22 de mayo de 2019: si la Cámara de los Comunes aprobaba el acuerdo de retirada de Brexit antes del 29 de marzo de 2019.
- 12 de abril de 2019: si se produce lo contrario.[21][22]

En consecuencia, la activación completa de la Operación Yellowhammer se pospuso hasta el 8 de abril de 2019.
El 10 de abril de 2019, el Consejo Europeo otorgó al Reino Unido una extensión de seis meses para llevar a cabo el Brexit. Semanas después de esta prórroga, el equipo de 6.000 miembros del servicio civil del operativo Yellowhammer quedó disuelto, y la mayoría de sus miembros regresó a sus actividades habituales. Sin embargo, los acontecimientos desde entonces, con la renuncia de Theresa May como líder del Partido Conservador, y el debate de los candidatos para sucederla (Boris Johnson y Jeremy Hunt) hablando de irse sin un acuerdo antes del 31 de octubre, hicieron necesario que se reactivaran los preparativos. El Instituto de Gobierno dijo que el gobierno tal vez nunca estuviera tan listo para un Brexit sin acuerdo como lo estuvo para la fecha de salida original a fines de marzo. La reimplantación de la Operación Yellowhammer obligaría a reordenar la activación de miles de funcionarios.

## Organización
La Operación fue desarrollada por la Secretaría de Contingencias Civiles, aunque el comité de emergencias COBRA tomó el control el 25 de marzo de 2019, quedando organizado a través de una estructura dirigida por un comando que coordinará varios puntos.
- Hasta 30 departamentos del gobierno del Reino Unido.
- Si los planes de contingencia de un departamento gubernamental son inadecuados, la Operación Yellowhammer se hará cargo de la planificación y las decisiones de ese departamento.
- Aproximadamente 40 foros locales de resiliencia en Inglaterra y Gales,[6][19] con apoyos similares (sin conocerse número) en Escocia e Irlanda del Norte.
- Autoridades gubernamentales para el Reino Unido, en los territorios de ultramar y dependencias de la Corona británica.
- Coordinación con industrias y sectores afectados.
- El Subcomité de preparación para el Brexit, creado en enero de 2019 y presidido por el primer ministro, tomará las decisiones decisivas e importantes sobre el proceso, con poderes de amplio alcance para ordenar medidas de emergencia, incluido el uso de las fuerzas armadas, y regulaciones primordiales.[6]

## Áreas de riesgo
La operación Yellowhammer identifica 12 áreas de riesgo, que incluyen las carencias de la cadena de suministro de alimentos, medicamentos y el tránsito de personas del Reino Unido, así como la situación de los propios súbditos británicos en países de la Unión Europea. Otros riesgos comunes en todas las áreas son:
- Sistemas de transporte (Operación Brock)
- Tránsito de personas
- Servicios de atención médica
- Energía del Reino Unido y otros sistemas críticos
- Suministros básicos de alimentos y agua del Reino Unido
- Ciudadanos británicos en la Unión Europea
- Implicaciones de aplicación de la ley
- Servicios de la industria bancaria y financiera
- Situación del Brexit en la frontera irlandesa
- Complejidad del Brexit en Gibraltar y en la frontera española
- Seguridad nacional

## Costes y recursos
En marzo de 2019, la Secretaría de Contingencias Civiles (CCS) tenía a 56 personas trabajando internamente en el programa; estimándose que fueran necesarias 140 para mantener el centro de operaciones y un presupuesto de cerca de 1,1 millones de libras esterlinas en el período 2018-2019. En este contexto, el Tesoro británico aumentó la cifra asignándole un total de 1,5 millones de libras para la preparación del Brexit por parte de los departamentos gubernamentales.
3.500 soldados fueron puestos en reserva ante la posibilidad de tener que ayudar al poder civil si se dieran problemas derivados por la salida abrupta sin acuerdo, aunque el Ministerio de Defensa solo había revelado que su misión será "apoyar la planificación gubernamental".

## Críticas
El 21 de marzo de 2019, la decisión del gobierno del Reino Unido de arriesgarse a un Brexit sin acuerdo e invocar la Operación Yellowhammer fue criticada por la primera ministra escocesa Nicola Sturgeon, con comentarios también por parte del ministro principal de Gales Mark Drakeford. El 22 de marzo, el periódico The Guardian obtuvo documentos confidenciales del Gabinete sobre la Operación Yellowhammer, en los que se advertía que los ministros podrían necesitar trabajar 22,5 horas diarias, y los departamentos tendrían que trabajar las 24 horas del día durante al menos doce semanas sin el aporte de más altos cargos del Gobierno. Una fuente con conocimiento de la operación dijo que, aunque la planificación había aumentado, el panorama general seguía siendo caótico y "sin timón".

## Primeras filtraciones
A mediados de agosto de 2019, un documento oficial del gabinete encargado de la Operación fue filtrado. En sus páginas se daba la suposición en un escenario o "caso base" que la salida con un Brexit sin acuerdo podría conducir a la escasez de alimentos, medicamentos y subida del precio de la energía o la gasolina, el ejercicio de una frontera dura en Irlanda, y un "colapso de tres meses" en los puertos y accesos británicos a los que no se podría hacer frente. Podría haber protestas multitudinarias que llevaran a la actuación de la policía y se podrían perder miles de empleos Los ministros del gobierno disputaron el informe y desestimaron sus advertencias como "el peor de los casos". Sin embargo, el Sunday Times, según The Observer, dijo que una fuente principal de Whitehall apuntó que lo publicado no era el peor de los escenarios factibles, sino "escenarios probables, básicos y razonables, no el peor de ellos".

## Publicación en medios
El 9 de septiembre de 2019, la Cámara de los Comunes emitió una prerrogativa que requería al Gobierno que "presentara ante esta Cámara a más tardar a las 11.00 p.m. del miércoles 11 de septiembre todos los documentos preparados dentro del Gobierno de Su Majestad desde el 23 de julio de 2019 en relación con la operación Yellowhammer y presentados al gabinete o al comité del gabinete".
En cumplimiento de la misma, dos días más tarde, el miércoles 11 de septiembre, el Gobierno publicó un documento de cinco páginas titulado "Operación Yellowhammer: Supuestos razonables de planificación del peor caso del Gobierno de Su Majestad a partir del 2 de agosto de 2019". A pesar de un cambio de título, que pasaba de ser considerad como "escenario base" a "supuestos razonables de planificación del peor de los casos", con un párrafo redactado que supuestamente trata el impacto en la industria de refinación de petróleo, el documento era ampliamente idéntico al que se filtró en agosto.